# Álvaro Alonso Barba

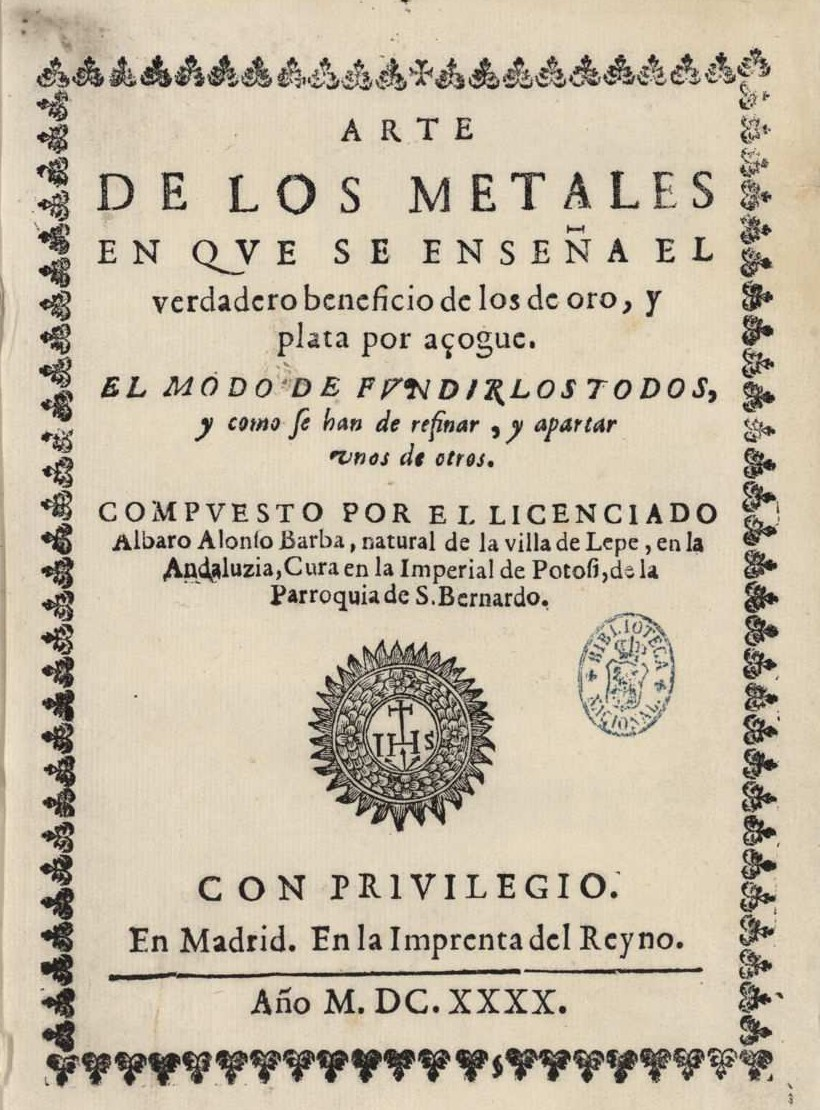

Álvaro Alonso Barba (Lepe, Huelva, 15 de novembre de 1569, Potosí, Bolívia,1662) va ser un eclesiàstic i metal·lúrgic castellà a qui se li deu el mètode dels cassons per a l'explotació de la plata.

## Biografia
Alvaro Alonso Barba va néixer a la vila de Lepe a mitjan segle xvi, en una Andalusia que s'obria a les riqueses d'Amèrica, per la qual cosa després d'estudiar teologia va marxar a les Índies a exercir el seu ministeri en qualitat de rector a Perú. Se sap que el 1615 es trobava a Tihuanaco, més endavant a Sant Cristóbal de Lípez. Serà a les mines de Lípez on començarà a realitzar les seves primeres recerques sobre l'amalgamació dels minerals cap a 1590, una passió en la qual ocuparia la resta de la seva vida. A partir de llavors, recorrerà la província de Charcas, abundant en mines d'or, plata i coure, sempre investigant i aprenent.
Juan de Lizarazu, president de l'Audiència de Charcas, coneixedor de la vàlua d'Alonso Barba, va fer tot el possible per procurar el seu trasllat al curat de San Bernardo a Potosí i li va sol·licitar un tractat que sistematitzés els processos metal·lúrgics que es realitzaven a la zona. Així és com el 15 de febrer de 1637 Alonso Barba lliura a Lizarazu els originals del seu Arte de los metales, que conté una detallada descripció de la riquesa argentífera del subsòl americà així com un descobriment fonamental per a l'explotació de la plata, el mètode dels cassons per extreure la plata en calent. Els originals es van remetre al Consell d'Índies, des d'on s'enviaria a Madrid a imprimir el 1640.
Alonso Barba va tornar a Castella a la seva vellesa, on es va dedicar a estudiar les mines de Riotinto i les antigues explotacions romanes de Masa Valverde a Huelva, va ser llavors quan va escriure Relación de Rio Tinto, amb més de 90 anys.
Malgrat la seva avançada edat, el seu amor pel Perú el va fer tornar a Potosí on va morir cap a 1662.

## Mètode dels cassons
El mètode dels cassons, dit així perquè es realitzava en petites calderes, aconseguia obtenir major quantitat de plata que qualsevol altre dels usats fins al moment. Consistia a tractar el mineral de plata en gots de coure amb sal comuna, pirites de coure i mercuri. Aquest sistema de fosa permetia obtenir la plata de forma directa, si bé el coure del cassó quedava com a impuresa, la qual cosa va reduir la difusió del mètode.

## Repercussió i característiques de la seva obra
Alvaro Alonso Barba és, sense dubtes, un dels principals tractadistes metal·lúrgics castellans, amb una obra comparable en importància a la de Georgius Agricola, alquimista i mineralogista alemany de la primera meitat del segle xvi.
Vist avui dia, l'obra d'Alonso Barba proporciona una exquisida descripció des del punt de vista tecnològic i filosòfic de la manera amb la qual s'abordaven els secrets de la naturalesa, els minerals i, en concret, els corrents filosòfics associades al pensament alquímic d'una època que enfonsa les seves arrels en tradicions ancestrals.
Alonso Barba roman a tot moment en l'àmbit de la naturalesa renaixentista, on la realitat exterior s'entremescla amb la subjectivitat del pensament. La naturalesa és concebuda com un gran organisme les parts del qual estan íntimament condicionades, un concepte proper al neoplatonisme. Per a ell els metalls està composts per argent viu i sofre, fidel a la teoria dels alquimistes medievals, uns principis radicals dels metalls que Alonso Barba s'encarrega de descriure i caracteritzar. Dins d'aquesta caracterització, descriu a l'or com el més acabat dels metalls, una afirmació que el situa dins del corpus general alquímic predominant en el pensament natural del seu temps.

## Obres
- Arte de los metales en que se enseña el verdadero beneficio de los de oro, y plata por azogue. El modo de fundirlos todos y como se han de refinar, y apartar unos de otros, Madrid, 1640. Reeditat com a facsímil el 1993 per Librerías París-Valencia.
- Relación de Río Tinto, obra perduda.